# (35261) 1996 JX5
1996 JX5 (asteroide 35261) é um asteroide da cintura principal. Possui uma excentricidade de 0.05193100 e uma inclinação de 6.22279º.
Este asteroide foi descoberto no dia 11 de maio de 1996 por Spacewatch em Kitt Peak.